# Wilde Leck
Wilde Leck är en bergstopp i Österrike.   Den ligger i distriktet Imst och förbundslandet Tyrolen, i den västra delen av landet. Toppen på Wilde Leck är 3 359 meter över havet.
Wilde Leck är den högsta toppen i närområdet. Närmaste större samhälle är Sölden, 6,2 km sydväst om Wilde Leck. 
Trakten runt Wilde Leck består i huvudsak av kala bergstoppar och isformationer.